# Athroolopha
Athroolopha is een geslacht van vlinders van de familie spanners (Geometridae).

## Soorten
- A. chrysitaria (Geyer, 1831)
- A. pennigeraria (Hübner, 1813)